# Juan José Díaz de Espada
Juan José Díaz de Espada y Fernández de Landa, más conocido como Obispo Espada, (Arroyabe (Álava), 20 de abril de 1756 - La Habana (Cuba), 12 de agosto de 1832), fue un religioso español, segundo obispo de La Habana en la isla de Cuba.
Director  de la Sociedad Económica de Amigos del País de La Habana y presidente de la sección de educación. Gran Cruz de Isabel la Católica.

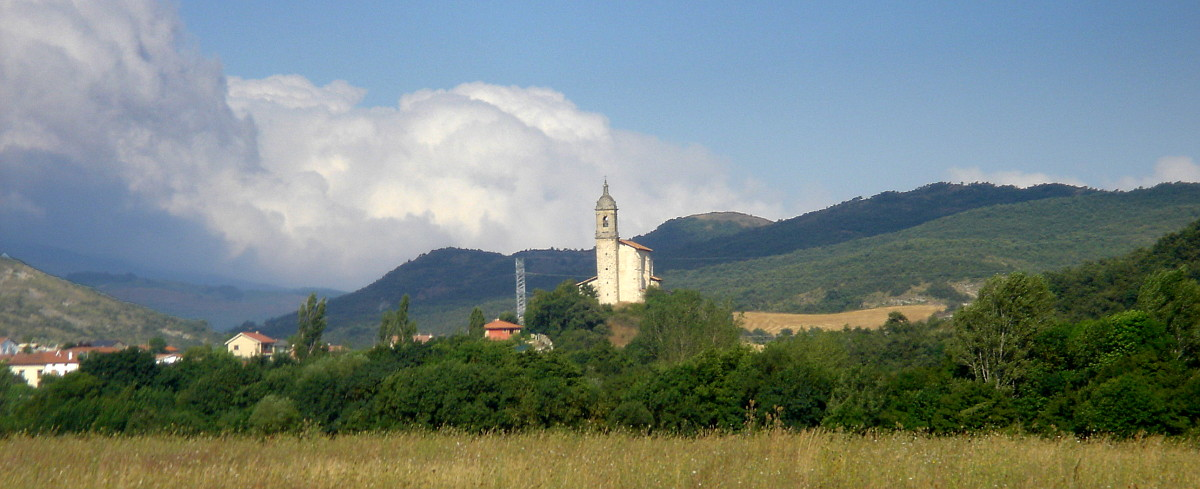
Vista de la iglesia del Arroyabe.

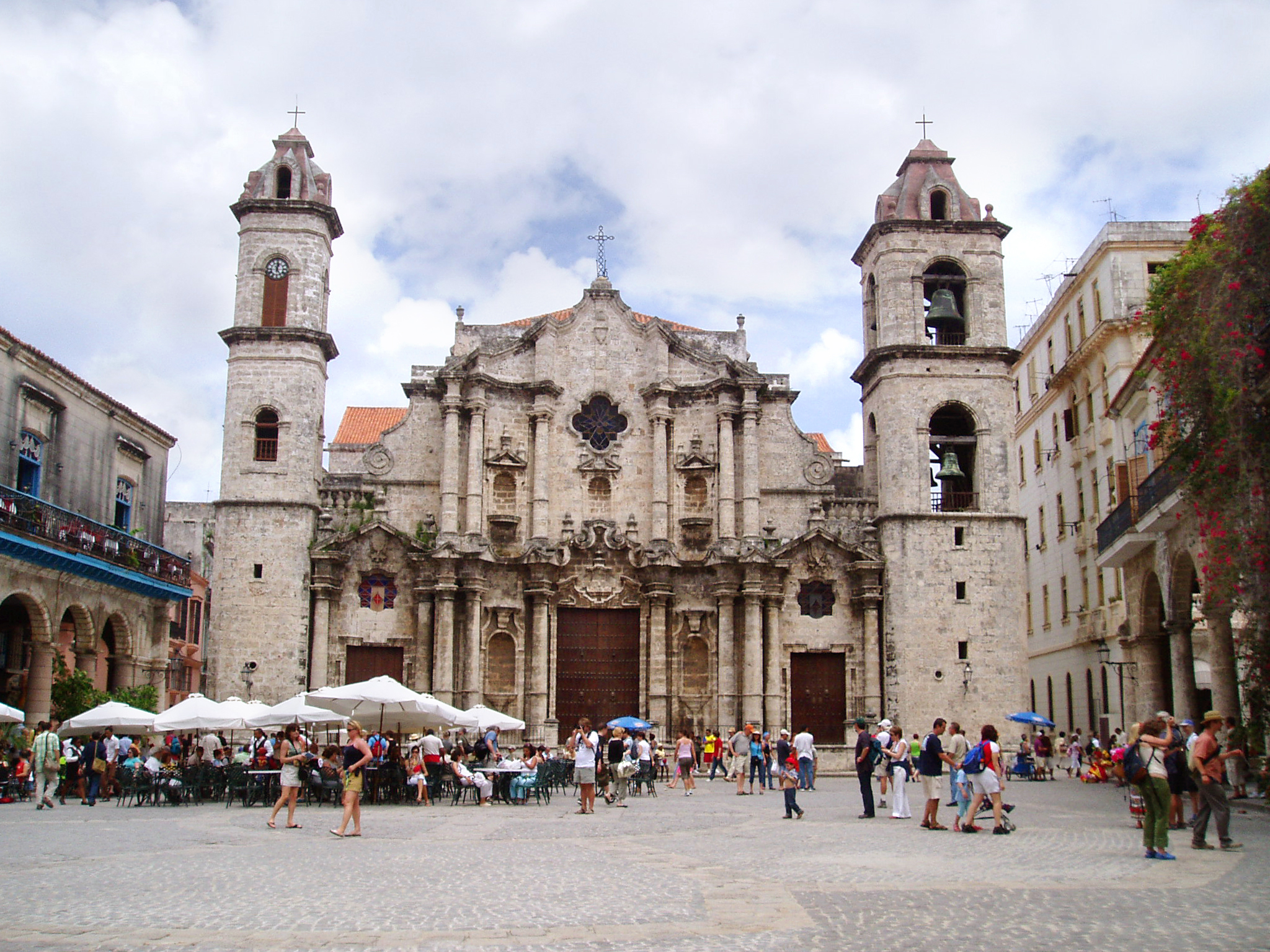
Catedral de La Habana.

## Educación
Desde su adolescencia se dedicó al estado eclesiástico, siguiendo todos sus estudios en la universidad de Salamanca obteniendo el título de Bachiller en Artes, donde se doctoró en teología. Estudió leyes y cánones también en los colegios de Santa María de los Ángeles y el Mayor de San Bartolomé, de la misma universidad, del que fue rector posteriormente.En 1786 obtuvo el grado de Bachiller en Leyes por la Universidad de Alcalá. En la Universidad de Valencia se doctoró en Sagrados Cánones. Tras haber servido varias cátedras, dos curatos y una canonjía, fue elegido obispo de La Habana.
El Obispo Espada está considerado el promotor de la reforma sanitaria y urbanística de la capital cubana creando el cementerio de la ciudad y apoyando la campaña de vacunación del médico Tomás Romay. Liberó la Universidad de La Habana del control de los Padres Dominicos, O.P.

## Sacerdocio
Fue ordenado sacerdote en 1782 por Alonso Marcos de Llanes Argüelles, obispo de Segovia. Fue rector del Colegio Mayor de San Bartolomé de Salamanca, abogado de los Consejos Reales y diputado de la Universidad. También fue vicesecretario y fiscal general del Obispado de Plasencia, capellán de la Armada, promotor fiscal del Santo Oficio. En 1792 fue nombrado canónigo y profesor de la Colegiata de Villafranca del Bierzo. En 1798 pasó a Mallorca y más tarde fue elegido para el provisorato de Chiapas.

## Episcopado
Elegido obispo de La Habana el 11 de agosto de 1800, el 15 de diciembre participó en el cabildo habanero que tomó nota en sesión de 7 de julio de 1801. Llegó a La Habana el 25 de febrero de 1802. Fue consagrado en la catedral de La Habana el 28 de febrero siguiente, por monseñor Luis Ignacio María Peñalver y Cárdenas, arzobispo designado de Guatemala, asistido por Cristóbal de Palacio, deán del cabildo habanero, y por Juan Crisóstomo Correoso, arcediano del mismo cabildo. Fue apadrinado por el capitán general de la isla.
El obispo Espada era un clérigo muy especial, dotado de una preclara inteligencia unida a una energía poco común, emprendió una vasta labor de reforma de la Iglesia y de las instituciones sociales, prestando su apoyo a los hombres más honrados y brillantes que se preocupaban por el bien común. Baste decir que abarcó mucho, desde el campo de la cultura, la educación, el saneamiento, moralización de la diócesis y hasta el de las obras públicas, incluyendo la construcción del primer cementerio de alto rango, (Cementerio de Espada) unida a la prohibición de enterrar en las iglesias, piadosa costumbre mal avenida con un clima tropical.
Disciplinó la vida del clero e ilustró a los sacerdotes. Realizó una visita pastoral a toda su diócesis que se extendía hasta Camagüey. Realizó un sínodo diocesano. Fue parte junto al doctor Tomás Romay de la campaña a favor de la vacunación contra la viruela, Fundó una casa de dementes. Conmemoró en el Templete la primera misa dicha en La Habana. Fue mecenas de las artes y la cultura.
Espada era un hombre inquieto y preocupado de formar hombres. Como presidente de la sección de educación de la Sociedad Económica de Amigos del País, se esmeró en difundir la enseñanza, dando recompensas a los maestros, renovando los libros de texto y presidiendo los exámenes públicos en escuelas y colegios. 
Con frecuencia irrumpía en el seminario de San Carlos para constatar personalmente como iban los alumnos y quienes eran los más aprovechados. Erigió las cátedras de matemáticas y de derecho patrio, haciendo escribir al presbítero Félix Varela unas lecciones de filosofía y a José Antonio Saco un tratado de física, regalándole una colección de instrumentos para que pudiera aprender prácticamente la experimental:

"...Era en el señor Espada un gusto dominante lucir su erudición argumentando con los estudiantes más adelantados, y premiar por sus mismas manos a los que más se distinguían en los cursos. Aunque con su despreocupada inteligencia y su vastísima instrucción no pudiese menos de abogar por las ideas de una racional libertad política, a nadie repugnó tanto como a él la libertad licenciosa que había reinado en la isla desde abril de 1820, hasta fines de 1823; y ningún funcionario se condujo en aquel trienio de desórdenes con más comedimiento y más medida, ni ninguno fue tampoco mas respetado que el obispo por lo agitadores ignorantes que los promovían..."
Jacobo de la Pezuela.

Decidido protector de las libertades, fue acusado de jansenismo ante la corte por un arzobispo americano que, expulsado de su diócesis por la revolución, aspiraba a la mitra de La Habana. El capitán general Francisco Dionisio Vives acabaría esclareciendo la verdad.
El Obispo de Espada, siempre pensando en beneficio de los cubanos, en una carta pastoral pidió clemencia para los liberales ante la restauración del absolutismo. Por esa razón, la Corona dictó la orden de que fuera conducido a España, lo que no pudo efectuarse por encontrarse enfermo el clérigo. El rey suspendió temporalmente la sanción, cuya anulación definitiva fue solicitada después por Espada. La Corona aceptó, pero no la Santa Sede.

### Muerte
Murió de una apoplejía a las dos de la tarde del lunes 13 de agosto de 1832. Fue expuesto el día 16 en la catedral y el 17 se le llevó en hombros por las calles de Mercaderes y Obispo hasta el Palacio del Gobernador, retornando luego a la catedral. Allí fueron celebrados la misa y los oficios fúnebres por el Padre Bernardo de O'Gaban. Fue sepultado en la bóveda primera del lado del Evangelio en el primer patio del cementerio de Espada que él fundara, a la sombra de un almendro que él mismo había plantado. No hizo testamento. El 21 de diciembre de 1880 fueron examinados sus restos y el 1 de febrero de 1881 fueron trasladados a la catedral depositándoseles en la Capilla de Nuestra Señora de Loreto. Se celebraron exequias el día 2, siendo trasladados al nuevo cementerio Cristóbal Colón.
| Predecesor: Felipe José de Tres-Palacios y Verdeja | Obispo de La Habana 1800 - 1832 | Sucesor: Francisco Fleix Solans |